# Golfo de Mazarrón
Golfo de Mazarrón är en bukt i Spanien.   Den ligger i regionen Murcia, i den sydöstra delen av landet, 400 km sydost om huvudstaden Madrid.